# Bourgneuf (Saboia)
Saint-Lary é uma comuna francesa na região administrativa de Auvérnia-Ródano-Alpes, no departamento de Saboia. Estende-se por uma área de 6,48 km². Em 2010 a comuna tinha 691 habitantes (densidade: 20,4 hab./km²).